# Mutilation génitale
Une mutilation génitale est une modification permanente et importante des organes génitaux humains. Le terme de mutilation sexuelle est aujourd'hui adopté de préférence à celui de mutilation génitale tant par les organismes internationaux que par l'Académie nationale de médecine.

## Mutilations génitales féminines
Ces mutilations peuvent être classées en quatre catégories :
- excision dite « sunna » : ablation ou incision du capuchon du clitoris ;
- excision ou clitoridectomie : ablation du clitoris et, souvent, des petites lèvres. Cette opération, la plus fréquente, est pratiquée dans plus de 25 pays d'Afrique noire, ainsi que, dans une moindre mesure, en Asie (notamment en Indonésie et en Malaisie), au Moyen-Orient (notamment en Égypte et au Soudan et dans la Péninsule arabique, notamment au Yémen). L'excision cause de graves troubles physiques (infection, douleurs intenses, tissu cicatriciel, complications obstétricales), et a des conséquences psychologiques lourdes (trouble anxieux, dépression, PTSD)[3]. La pratique de la clitoridectomie existe également aux États-Unis[4] et en Europe, notamment en Irlande et en France, où elle est subie par des enfants présentant une variation du développement sexuel, la plupart du temps une hyperplasie congénitale des surrénales. Une ablation du clitoris est pratiquée quand il est considéré comme trop grand pour correspondre à une norme esthétique subjective définie par le corps médical[5], ainsi que l'ablation partielle des petites lèvres. Cette pratique est nommée génitoplastie féminisante[6]. Cette opération ainsi que d'autres opérations mutilantes fréquemment subies par les personnes intersexes sont qualifiés de "non nécessaires et irréversibles", et "d'actes de torture" par l'ONU[7],[8],[9], et dénoncées comme inhumaines par Amnesty International[10].
- infibulation ou circoncision pharaonique : excision doublée de l'ablation des grandes lèvres, suivie de la suture bord à bord des deux moignons. Ne subsiste qu'une petite ouverture permettant le passage des urines et du flux menstruel. Cette opération est pratiquée à Djibouti, en Égypte, dans certaines régions d’Éthiopie, au Mali, en Somalie et dans le nord du Soudan ;
- autres types de mutilations sexuelles féminines : perforation, perçage ou incision du clitoris et/ou des lèvres ; nymphotomie ou ablation des petites lèvres ; cautérisation par brûlure du clitoris et des tissus qui l'entourent ; curetage de l'orifice vaginal ; scarification du vagin ; introduction de substances corrosives dans le vagin pour provoquer des saignements ou introduction d'herbes, toujours dans le vagin, dans le but de le resserrer ou de le rétrécir.
- Parmi les autres types de mutilations, on peut également mentionner selon la définition de l'ONU la stérilisation non consentie et la gonadectomie chez les personnes intersexes, notamment celles et ceux qui ont une dysgénésie gonadique détectée à la naissance[4],[11],[12], ainsi que la création d'un néo-vagin chez l'enfant intersexe[13] avant l'âge du consentement éclairé ou chez l'adolescent et l'adulte intersexe sous pression du corps médical et sans que des informations suffisantes sur les conséquences possibles de l'opération, et sur la possibilité de ne pas opérer soient données en amont au patient et s'il est mineur à ses parents[14],[15],[16].

## Mutilations génitales masculines
Les mutilations sexuelles masculines peuvent être divisées en deux catégories :
- celles qui empêchent l'homme d'éjaculer, le rendant le cas échéant stérile, soit :
  - la castration qui consiste en l'ablation des testicules (voir l'article eunuque),
  - l'émasculation, ou pénectomie en terme médical, c'est-à-dire l'ablation du pénis,
- et les autres modifications invasives des organes sexuels masculins telle que la circoncision, ainsi que, de manière plus marginale, la subincision qui ne compromettent pas la fonction reproductrice.

Une autre catégorie peut être ajoutée: les chirurgies non vitales pratiquées sur les enfants intersexes. La chirurgie normalisatrice de l'hypospadias, pratiquée sur l'enfant avant ses deux ans, c'est-à-dire avant qu'il ait l'âge d'y consentir, afin qu'il puisse "faire pipi debout" et pour garantir des futurs rapports sexuels correspondant à une norme sociale subjective, est considérée comme une mutilation par l'ONU, puisqu'il n'y a aucune raison vitale à cette chirurgie, qu'elle peut avoir des conséquences négatives sur le plan physique comme psychologique, et qu'aucune raison valable ne justifie de ne pas attendre que l'enfant soit en âge de décider pour lui-même ce qu'il veut pour son corps. Des chirurgies génitales non vitales, appelées génitoplasties masculinisantes, sont pratiquées avant l'âge de deux ans sur des enfants ayant un pénis enfoui ce qui est également considéré comme un acte inhumain par l'ONU, qui considère qu'il faut attendre que l'enfant ait l'âge de consentir librement,.

### Le débat autour de la circoncision
Lorsqu'elle intervient sur des enfants sans motif thérapeutique, la circoncision (qui consiste en l'ablation du prépuce du pénis) a été qualifiée de « mutilation sexuelle » par des intellectuels comme Jean-Pierre Rosenczveig, Michel Onfray, Stéphane Sangral, Christopher Hitchens ou Abdelwahab Bouhdiba et des organisations médicales telle que la Swedish Paediatric Society, ceux-ci admettant cependant que la circoncision reste moins « mutilante » que l'excision. Ce relativisme constitue cependant un sophisme, un acte jugé arbitrairement moins grave qu'un autre ne le rend pas anodin.
Cette qualification de « mutilation » a été examinée au sein d'organisations internationales comme l'ONU,, son antenne médicale, l'OMS et Amnesty International, qui ne l'ont pas reconnue comme telle. L'ONUSIDA indique d'ailleurs « en quoi la circoncision masculine est différente de la mutilation génitale féminine », en précisant que « si la circoncision masculine et la mutilation génitale sont toutes deux ancrées dans la culture et la tradition, les conséquences sanitaires de chacune sont drastiquement différentes ». Cependant les conséquences de tels actes ne doivent pas être considérées par le seul prisme sanitaire mais au travers des questions d'éthique, des impacts fonctionnels (plaisir, sensation, inconfort, cicatrice, etc.) et psychologiques (anormalité, frustration, douleurs, etc.) qu'occasionne la circoncision.
Contactée par le journal Le Temps, l'Unicef déclare que « la circoncision masculine est en général moins invasive que l’excision, et que ses conséquences sont, la plupart du temps, moins graves. Néanmoins, il s’agit aussi en principe d’une violation du droit de l’enfant à son intégrité physique. Nous conseillons aux parents qui sont appelés à prendre une décision pour ou contre la circoncision de leur fils de mettre en balance avec le plus grand soin les différents aspects, qu’il s’agisse des droits de l’enfant ou d’autres considérations ».
En mai 2012, le tribunal de grande instance de Cologne juge que la circoncision est contraire à l'intérêt de l'enfant et que « le corps d'un enfant était modifié durablement et de manière irréparable par la circoncision », ce qui constitue « une blessure corporelle passible d'une condamnation ». Ce jugement a provoqué un vaste débat en Europe, et s'est inscrit dans la polémique qui sévit aux États-Unis à propos de la circoncision (qu'elle soit religieuse, culturelle ou “hygiénique”), voir par exemple, le “room for debate” du New York Times consacré à la circoncision.

## Historique des mutilations génitales
En Rome antique, les adorateurs de la déesse phrygienne Cybèle se castraient. Le fils de la déesse, Attis, s'était castré puis ressuscité.
Les eunuques sont des hommes émasculés et dont le rôle était la garde des harems et épouses impériales en Orient (cité interdite). Les eunuques existent depuis le IXe siècle av. J.-C. Cette pratique orientale serait à l'origine des castrats en Occident. Au XVIIe siècle, les castrats étaient de jeunes garçons castrés avant la puberté pour prévenir la mue de leur voix et lui conserver son timbre aigu.
Au XIXe siècle, des mutilations génitales étaient pratiquées par la secte d'origine russe des Skoptzy.
La Commission pour l'abolition des mutilations sexuelles (CAMS) a été fondée en 1982 par Awa Thiam, universitaire sénégalaise célèbre pour avoir publié en 1978 un livre intitulé La parole aux négresses dénonçant cette forme de violence faite en particulier aux fillettes africaines.
L'ONU a dénoncé les mutilations des personnes intersexes 3 fois en France en 2016, en janvier lors de la 71 session du comité des droits de l'enfant de l'ONU, en mai par le comité contre la torture de l'ONU, et en juillet par le comité pour l’élimination de la discrimination à l’égard des femmes.
Le Collectif intersexe activiste a été fondé en 2016 et lutte pour la fin des mutilations, et des stérilisations non consenties des personnes intersexes, ainsi que pour une meilleure information des personnes intersexes et de leurs proches,,.

## Motifs contemporains
Certaines mutilations sexuelles relèvent de coutumes et parfois de rites d'initiation ou d'une volonté d'intégration sociale en conformant le corps de la personne mutilée à des normes sociales. Elles concernent principalement le sujet jeune.
Les enfants intersexes nés avec des variations du développement sexuel subissent fréquemment des opérations dès la petite enfance pour faire correspondre leurs organes génitaux à un modèle mâle ou femelle, ce qui selon certains auteurs a des répercussions physiques durables telles que des douleurs, une sténose, de l'ostéoporose, ou des infections à répétition. Selon les militants du mouvement intersexe, les conséquences psychologiques sont également lourdes : les personnes intersexes opérées contre leur gré dans l'enfance ou à l'adolescence peuvent développer un trouble de stress postraumatique ou TSPT. Ces opérations ont été qualifiées de mutilation et d'actes de torture par le comité contre la torture de l'ONU, mais continuent d'avoir lieu, notamment en Europe et aux États-Unis.
Il existe de rares cas d'automutilation sexuelle, ou de mutilation voulue par le sujet mutilé, rencontrée chez certains hommes. La secte chrétienne russe Skoptzy en fournit un exemple. D'autres cas peuvent relever de la psychiatrie, comme celui de Bernd Jürgen Brandes qui a demandé à Armin Meiwes de lui couper le pénis pour le manger.

## Restauration et réversibilité
Il existe une technique de chirurgie réparatrice et reconstructive des mutilations génitales féminines permettant de reconstituer le clitoris et de réorganiser anatomiquement la vulve sans pour le moment pouvoir rendre aux zones érogènes détruites leur sensibilité.
Cette technique mise au point par l'urologue Pierre Foldès est inscrite à la nomenclature des actes médicaux remboursés de la Sécurité sociale française.
Les techniques de restauration du prépuce après une circoncision sont essentiellement non chirurgicales, par traction de la peau restante.